# Slaget vid Atlanta
Slaget vid Atlanta ägde rum under amerikanska inbördeskriget den 22 juli 1864 utanför Atlanta, Georgia, USA.

## Bakgrund
Ulysses S. Grant hade med segern i slaget vid Chattanooga öppnat vägen till söderns viktigaste städer och han gav William Tecumseh Sherman order om att marschera mot Atlanta. Detta brukar kallas Atlanta-kampanjen.

## Slaget
Efter slaget vid Peachtree Creek beslöt generalmajor John B. "Sam" Hood att anfalla generalmajor James B. McPhersons "Army of the Tennessee". Hood drog nattetid tillbaka sin armé från Atlantas yttre perimeter till den inre med förhoppningen att generalmajor William Tecumseh Sherman skulle låta sina trupper följa efter. Under tiden sände Hood generalmajor William J. Hardees kår på en 25 kilometer lång marsch för att anfalla unionen på dess oskyddade vänstra flank och bakifrån. Wheelers kavalleri skulle under tiden anfalla Shermans försörjningslinjer och generalmajor Frank Cheatham unionens front. Emellertid missbedömde Hood tiden för Hardees marsch och Hardee kunde inte anfalla förrän på eftermiddagen. Även om Hood faktiskt hade utmanövrerat Sherman var McPherson oroad över sin vänstra flank och sände dit sina reserver, Grenville Dodges XVI-kår.

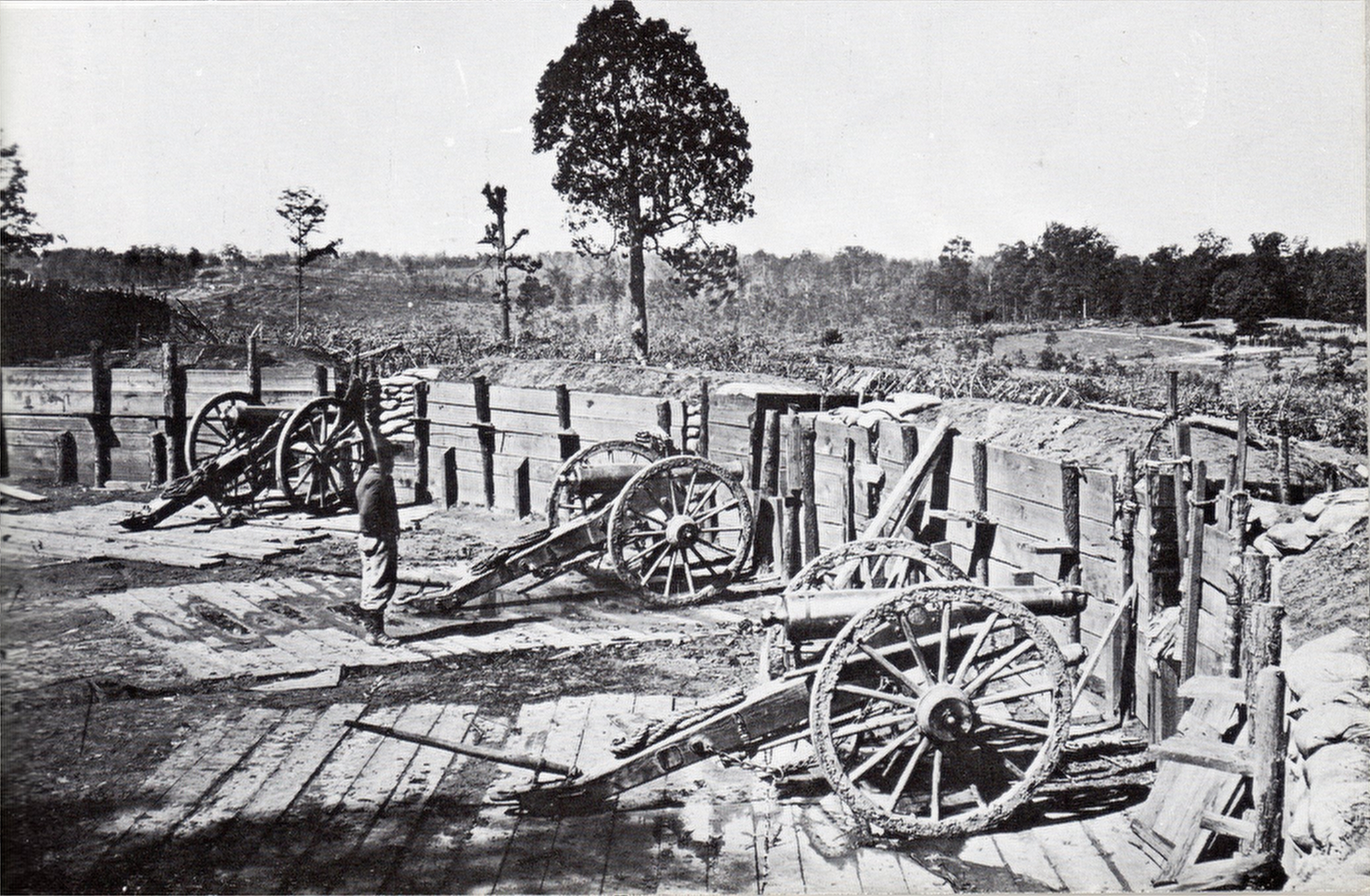
En av sydstatsarméns batteriställningar vid Atlanta.

Två av Hoods divisioner stötte på denna styrka och slogs tillbaka. Konfederationen stoppades i sitt anfall mot de bakre unionsstyrkorna men började i stället rulla upp deras flank. Ungefär vid samma tid sköts McPherson när han var ute och observerade striden.
Kraftiga konfedererade anfall följde men unionens styrkor stod emot. Omkring klockan 16 bröt Cheathams kår igenom unionens front vid Hurt House, men då samlade Sherman snabbt ett tjugotal kanoner på en kulle alldeles i närheten av sitt högkvarter och stoppade upp offensiven. Generalmajor John A. Logan, med XV-kåren, ledde ett motanfall och återupprättade unionens linje.
Unionstrupperna stod emot och Hood led svåra förluster, cirka 8 500 man, medan unionens förluster stannade på cirka 3 600.

## Eftermäle

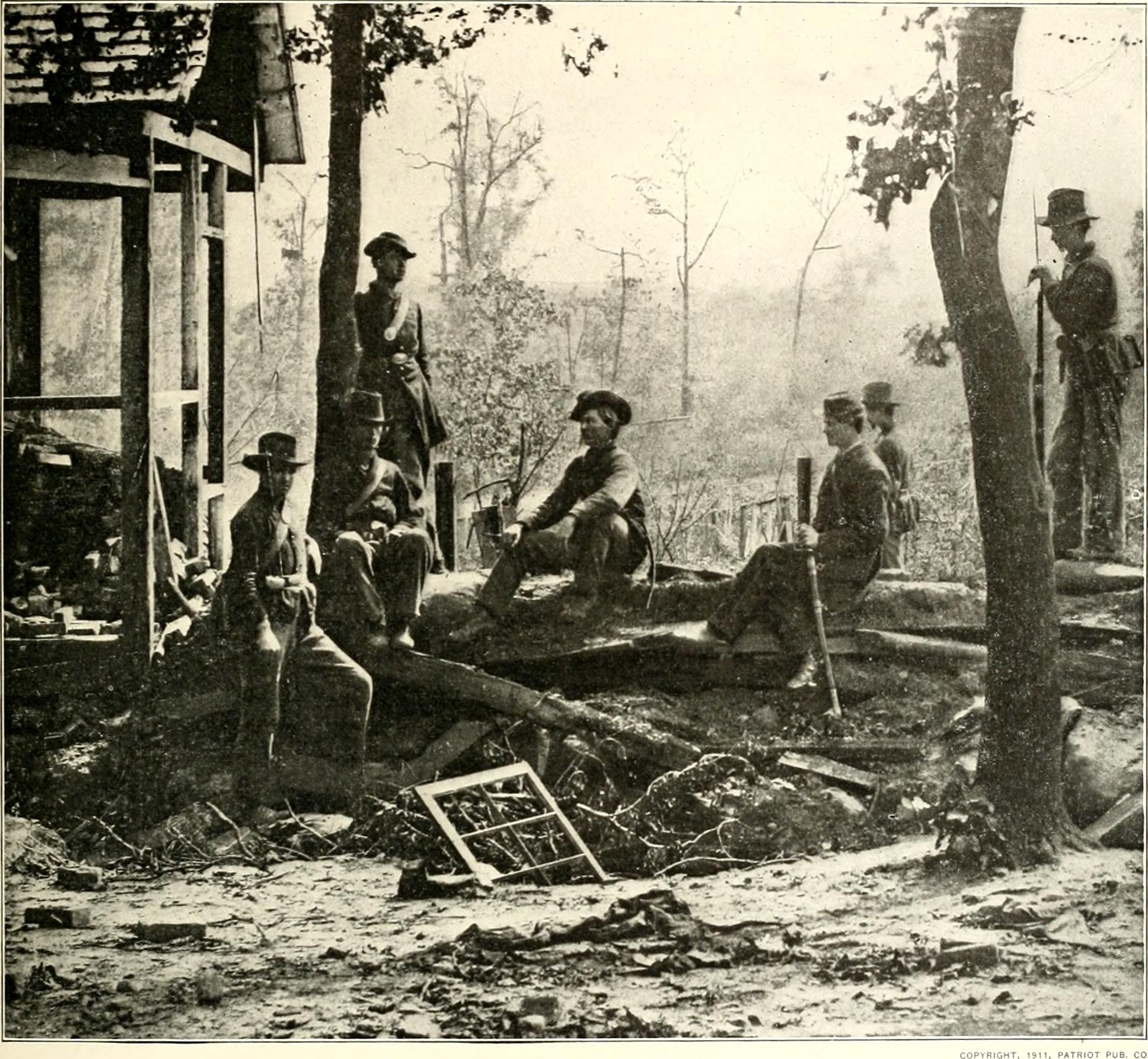
En av nordstatsarmén förposter vid Atlanta 1864.

Det skulle ta ännu ett tag innan staden Atlanta föll. Striden var hård utanför staden.
- Slaget vid Ezra Church 28 juli 1864
- Slaget vid Utoy Creek 5–7 augusti 1864
- Slaget vid Dalton II 14–15 augusti 1864
- Slaget vid Lovejoy's Station 20 augusti 1864
- Slaget vid Jonesborough 31 augusti-1 september

Slaget vid Jonesborough blev avgörande och efter många små strider tvingades Hood evakuera Atlanta. Före det dramatiska uttåget lät han bränna matförråd inne i stan. Detta uttåg skildrades i filmen Borta med vinden.